# Distrikt Lluta
Der Distrikt Lluta liegt in der Provinz Caylloma in der Region Arequipa in Südwest-Peru. Der Distrikt besteht seit den Gründungsjahren der Republik Peru. Am 21. Dezember 1999 wurde der Südteil des Distrikts abgetrennt und bildet seither den neu gegründeten Distrikt Majes.
Der Distrikt Lluta hat eine Fläche von 1227 km². Beim Zensus 2017 wurden 718 Einwohner gezählt. Im Jahr 2007 lag die Einwohnerzahl bei 1417. Die Distriktverwaltung befindet sich in der etwa 3000 m hoch gelegenen Ortschaft Lluta mit 318 Einwohnern (Stand 2017). Lluta liegt 60 km südwestlich der Provinzhauptstadt Chivay. Der 6288 m hohe Vulkan Ampato erhebt sich im Nordosten des Distrikts, 26 km nordnordöstlich vom Hauptort Lluta. Nördlich vom Vulkan Ampato liegen entlang der Distriktgrenze die Vulkane Sabancaya (5976 m) und Hualca Hualca (6025 m).

## Geographische Lage
Der Distrikt Lluta liegt an der Südflanke der Cordillera Volcánica im Südwesten der Provinz Caylloma. Die maximale Längsausdehnung in SSW-NNO-Richtung beträgt etwa 56 km. Das Areal wird über den Río Siguas, ein rechter Nebenfluss des Río Quilca, nach Süden entwässert. Im äußersten Südsüdwesten reicht der Distrikt bis zur Küstenwüste von Süd-Peru.
Der Distrikt Lluta grenzt im Südwesten an den Distrikt Majes, im Westen an den Distrikt Huancarqui (Provinz Castilla), im Nordwesten an die Distrikte Huambo und Cabanaconde, im Nordosten an die Distrikte Maca und Achoma sowie im Südosten an die Distrikte Huanca und Santa Isabel de Siguas (Provinz Arequipa).